# Más que amor, frenesí
Más que amor, frenesí es una película española escrita y dirigida por el trío Alfonso Albacete, David Menkes y Miguel Bardem estrenada en 1996.

## Argumento
Mónica, María y Yeye son tres amigas y compañeras de piso que están buscando una cuarta persona para alquilarle una habitación. Mónica trabaja como camarera en un local de ambiente gay, llamado Frenesí, pero quiere ser actriz. La romántica María está secretamente enamorada de su vecino Carlos y Yeye está triste porque hace unos meses ha sido abandonada por su novio Max, que le acababa de confesar que trabajaba como gigoló. En realidad Max ha huido porque la policía le persigue porque sospechan que está implicado en la muerte de una mujer. 
Max vuelve a la ciudad el mismo día que Alberto les presenta a sus tres amigas el hombre que acaba de conocer y del que se ha enamorado, aunque después sufrirá una decepción al descubrir que está casado y con un hijo. Un policía sigue los pasos de Max y le vigila. Cuando Max va al Frenesí a preguntar por Yeye, Mónica lo seduce y graba una cinta mientras hacen el amor, lo que causará un conflicto con su amiga cuando lo vea.
Las amigas dan una fiesta en su casa en la que se presenta Max, seguido por el policía que es confundido por María con una cita a ciegas que había concertado contestando a un anuncio de un periódico, lo que permite al policía indagar más de cerca sobre Max.
Finalmente se descubre que Max no es el asesino de la mujer, sino que solamente era una clienta que se suicidó en su presencia desesperada por una relación tormentosa con un hombre que la dominaba, que resulta ser Luis, el policía que seguía a Max en busca de venganza.
Una noche que organizan una fiesta de disfraces en el Frenesí a la que habían acudido las tres amigas Luis se presenta, después de que le hubieran retirado del caso, y ataca a María en los baños. María se defiende de la violación clavándole un tenedor en los testículos y huye. Luis se desnuca cuando intenta perseguirla. Mónica al encontrar el cuerpo en un charco de sangre decide deshacerse de él tirándolo al contenedor de basura con ayuda de todos. Tras lo cual las tres amigas se reconcilian. Max se va con Yeye y María con Carlos. Mónica vuelve a casa sola y allí es atacada por Luis que no había muerto como todos pensaban sino que solo había estado inconsciente. María le arrebata la pistola mientras le distrae haciéndole una felación y lo mata de un tiro.

## Premios
- Nominada en la categoría "mejor dirección novel" para los XI Premios Goya (Alfonso Albacete, Miguel Bardem y David Menkes)

## Reparto
| Actor/Actriz            | Personaje                       |
| ----------------------- | ------------------------------- |
| Nancho Novo             | Max                             |
| Cayetana Guillén Cuervo | Mónica                          |
| Íngrid Rubio            | Yeye                            |
| Beatriz Santiago        | María                           |
| Gustavo Salmerón        | Alberto                         |
| Javier Albalá           | Álex, ligue de Alberto          |
| Javier Manrique         | Luis, policía                   |
| Bibiana Fernández       | Cristina, proxeneta de Max      |
| Juan Diego Botto        | Carlos, vecino y amigo de María |
| Liberto Rabal           | David, amigo de Yeye y Alberto  |
| Penélope Cruz           | Laura, ligue de Carlos          |